# Кизилжар (Бухар-Жирауський район)
Кизилжа́р (каз. Қызылжар) — село у складі Бухар-Жирауського району Карагандинської області Казахстану. Входить до складу Ростовського сільського округу.
Населення — 629 осіб (2021; 773 у 2009, 821 у 1999, 837 у 1989).
Національний склад станом на 1989 рік:
- німці — 66 %;
- казахи — 21 %.

Станом на 1989 рік село називалось Кизил-Жар.